# Francis Sullivan (Eishockeyspieler)
Francis Cornelius Sullivan (* 7. Juni 1917 in Regina, Saskatchewan; † 5. Januar 2007 in Calgary, Alberta) war ein kanadischer Eishockeyspieler und -trainer. Bei den Olympischen Winterspielen 1952 gewann er als Mitglied der kanadischen Nationalmannschaft die Goldmedaille. Sein Sohn Danny Sullivan war ebenfalls Eishockeyspieler und spielte unter anderem in der World Hockey Association.

## Karriere
Francis Sullivan begann seine Karriere als Eishockeyspieler 1935 bei den Regina Christies aus der Regina Junior Hockey League, wechselte jedoch nach nur drei Spielen bereits zu den Regina Aces. Auch dort absolvierte er zu nur vier Juniorenspiele, ehe er in die Seniorenmannschaft der Aces aufgenommen wurde. Dort blieb er auch die gesamte Saison 1936/37. Anschließend schloss er sich den Yorkton Terriers aus der Southern Saskatchewan Senior Hockey League an, für die er von 1937 bis 1940 spielte. In diesem Zeitraum stand er auch in einem Spiel für die Tulsa Oilers in der American Hockey Association auf dem Eis. Von 1940 bis 1942 lief er für die Kimberley Dynamiters auf, ehe er die Saison 1943/44 beim Ottawa RCAF in der Ottawa National Defense Hockey League verbrachte sowie die folgende Spielzeit bei dessen Ligarivalen Ottawa Uplands HQ. 1945 trat er einmal für die Seattle Ironmen in der Pacific Coast Hockey League an. Von 1945 bis 1954 spielte Sullivan erneut für die Kimberley Dynamiters, deren Mannschaftskapitän er von 1946 bis 1951 sowie in der Saison 1953/54 war. Während seiner Zeit bei den Dynamiters repräsentierte er 1952 als Gastspieler mit den Edmonton Mercurys Kanada bei den Olympischen Winterspielen. Von 1952 bis 1953 war Sullivan Cheftrainer der Schweizer Eishockeynationalmannschaft. In der Saison 1954/55 spielte er für die Kimberley Legionaires. Nach einjähriger Pause verbrachte er die Saison 1956/57 als Spielertrainer bei den Cranbrook Selkirks in der Alberta-British Columbia-Montana League. 

### International
Für Kanada nahm Sullivan an den Olympischen Winterspielen 1952 in Oslo teil, bei denen er mit seiner Mannschaft die Goldmedaille gewann. In acht Spielen erzielte er je fünf Tore und fünf Vorlagen. 

## Erfolge und Auszeichnungen
- 1952 Goldmedaille bei den Olympischen Winterspielen